# Hans Andersen Brendekilde
Hans Andersen Brendekilde, född 7 april 1857 nära Odense, död 30 mars 1942 nära Roskilde, var en dansk målare.
Brendekilde framställde främst danska allmogemotiv. Han tilldelades Eckersbergmedaljen 1892 och 1893. Brendekilde är representerad vid bland annat Göteborgs konstmuseum.

## Galleri

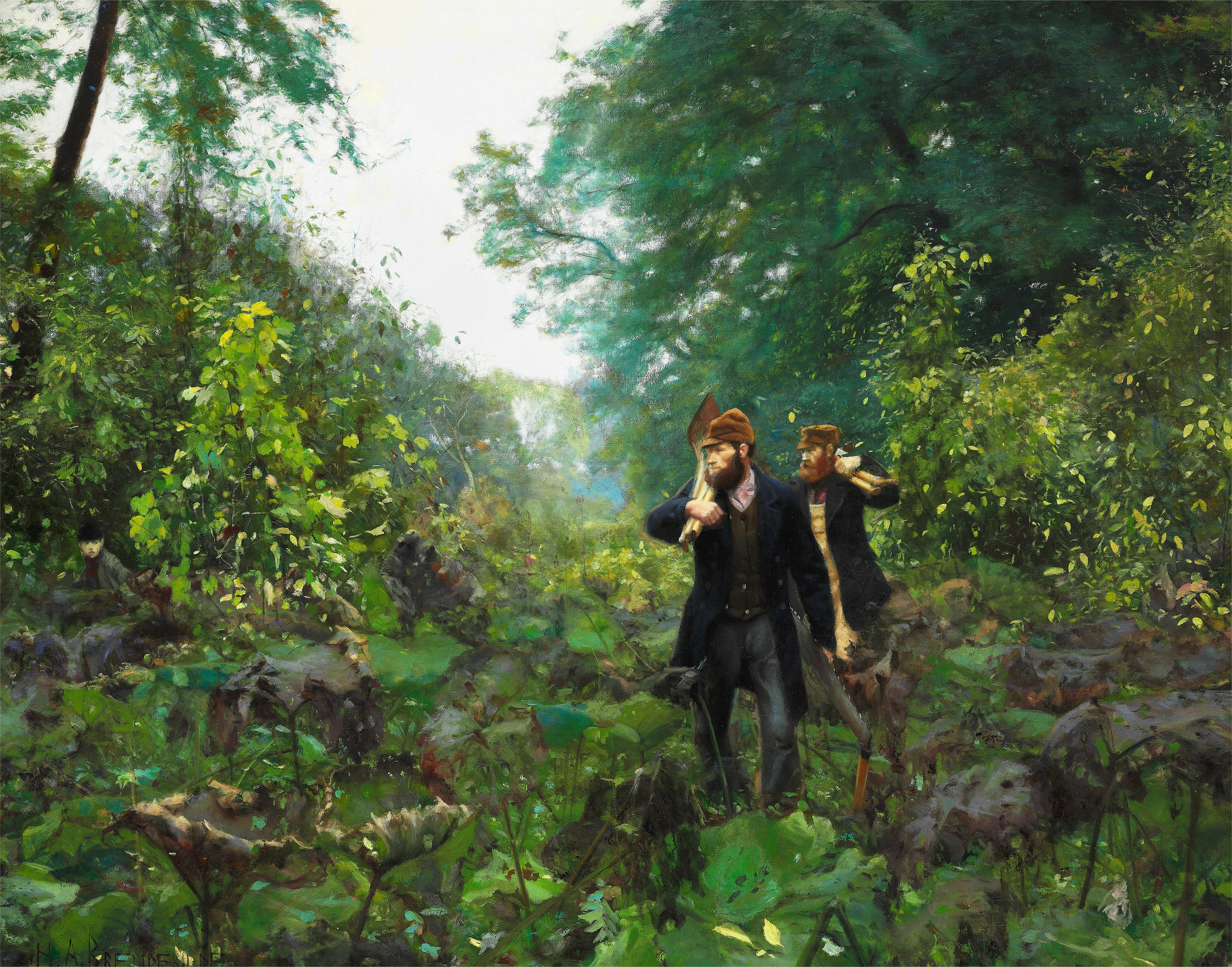
På forbudne veje 1886
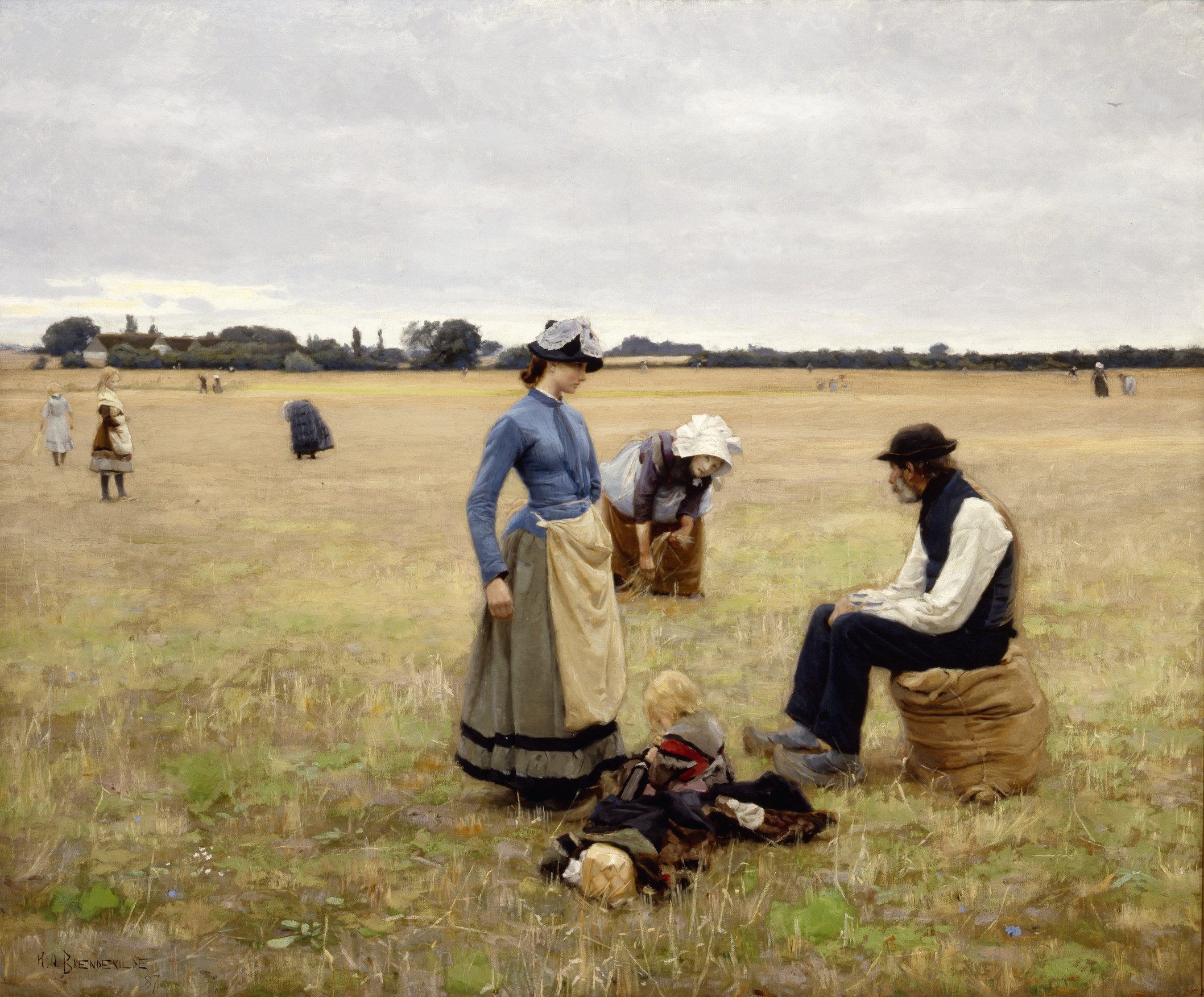
Fortrykt 1887
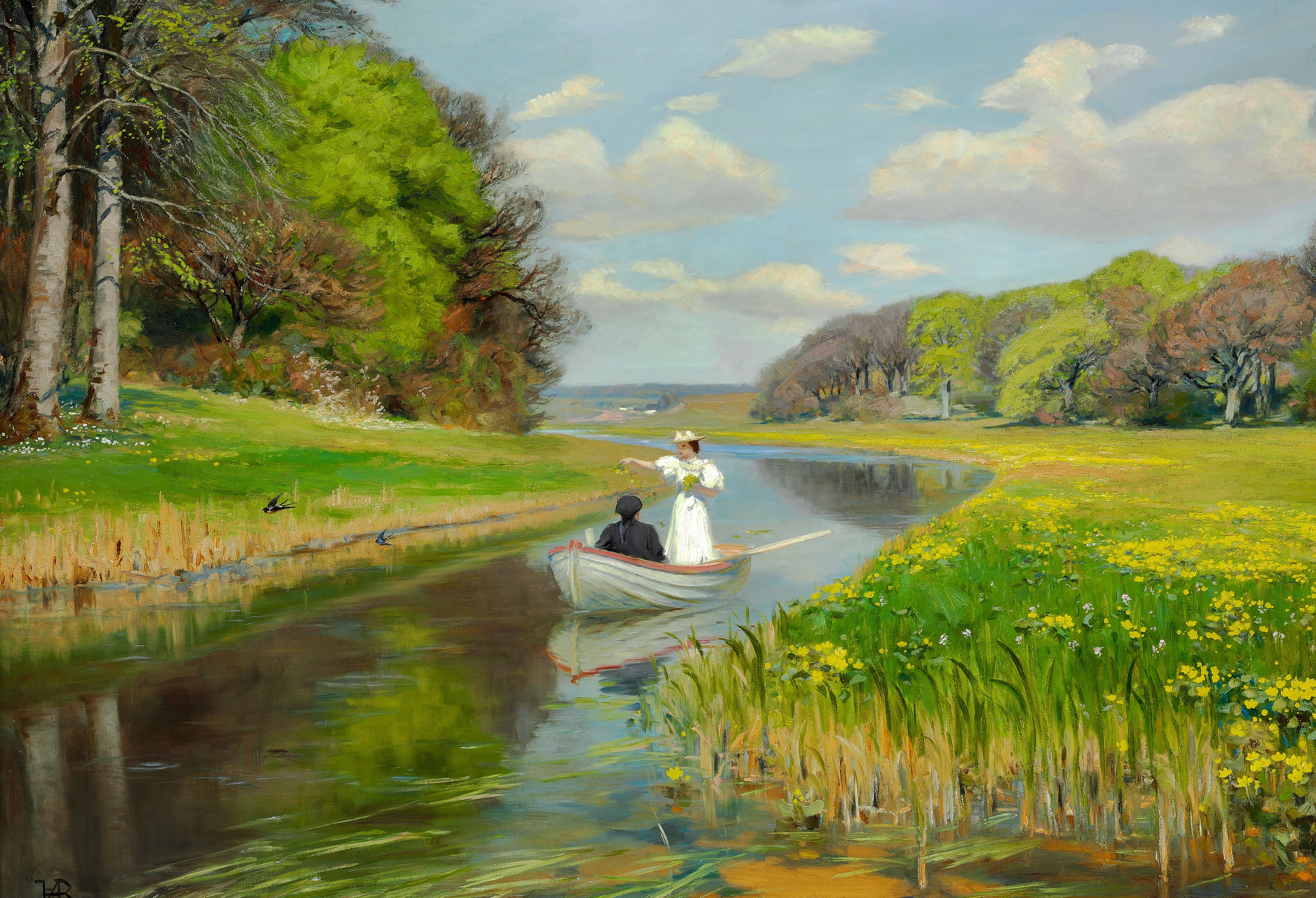
Foraar. Et ungt par i en robåd på Odense å 1896
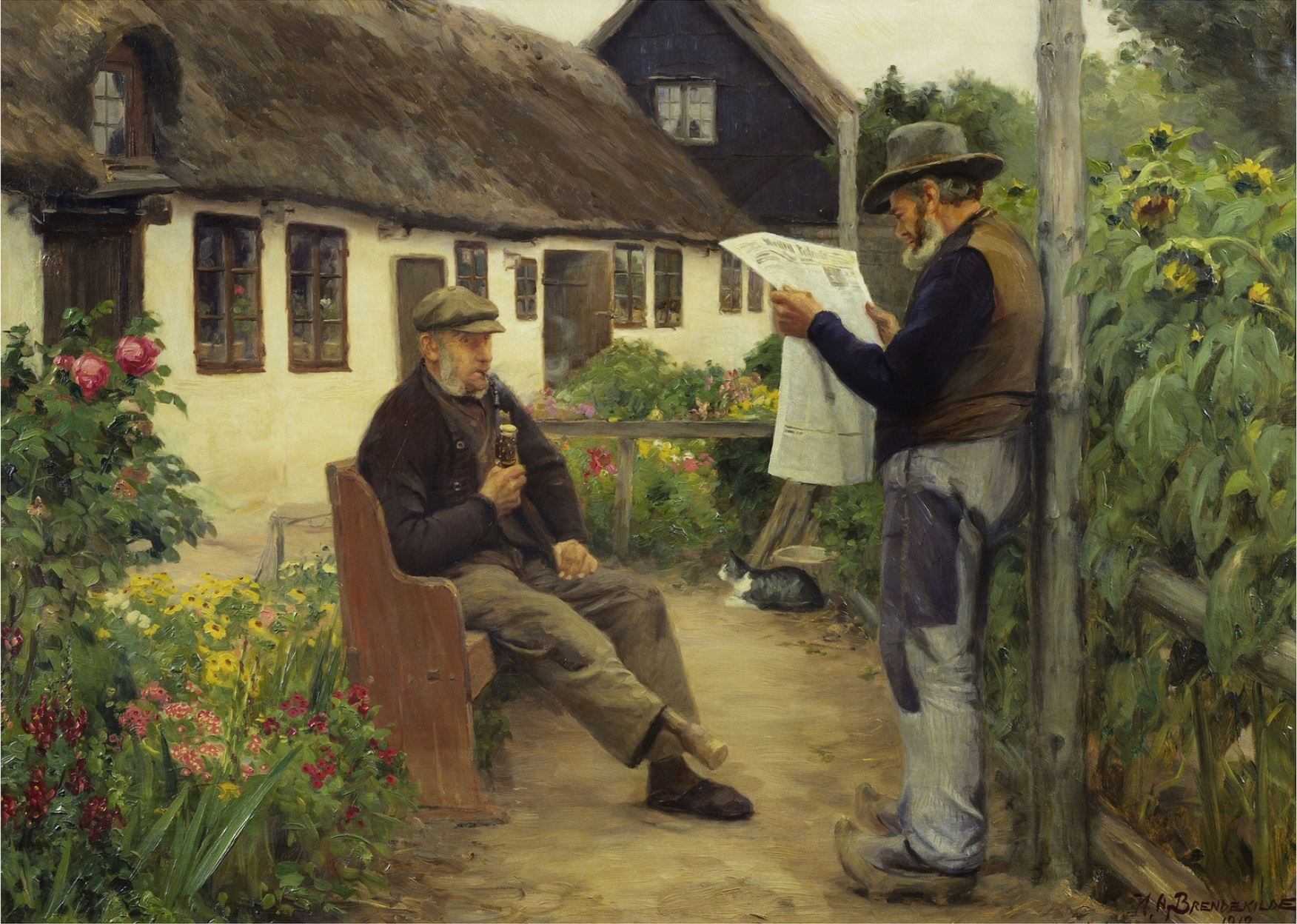
Mens du læser avisen nyheder 1912